# Jugoslaviska förstaligan i fotboll
Jugoslaviska förstaligan i fotboll (serbokroatiska: Prva Liga, Пpвa Лигa) var högsta fotbollsserien i Kungariket Jugoslavien (1918–1941) och socialistiska Jugoslavien (1945–1991). Den kan också syfta på förstaligan i fotboll i Förbundsrepubliken Jugoslavien (1991–2003), före namnbytet till Serbien och Montenegro.
Mästerskapet var tillsammans med Jugoslaviska cupen en av de årliga nationella fotbollstävlingarna i Jugoslavien.

## Kungariket Jugoslavien (1923-1940)
Detta var den första nationella klubbtävlingen i Kungariket Jugoslavien (named the Kingdom of Serbs, Croats and Slovenes until 1930). Mästerskapet startade 1923 och de fyra första säsongerna handlade det om cupturnering, medan första alla möter alla-tävlingen spelades 1927. Mellan 1927 och 1940 spelades 17 säsonger, och alla titlarna vanns av klubbar från Kroatien (Građanski Zagreb, Concordia Zagreb, HAŠK Zagreb och Hajduk Split) eller Serbien (BSK Belgrad och Jugoslavija Belgrad). 
Turneringen ordnades av Nogometni Savez Jugoslavije (kroatiska Jugoslaviens fotbollsförbund), som grundades i april 1919 i Zagreb, fram till 1929 års diskussioner mellan förbundets avdelningar i Zagreb och Belgrad. Det ledde till att högkvarteret i maj 1930 flyttade till Belgrad och antog serbiskspråkiga namnet Fudbalski Savez Jugoslavije och fortsatte organisera tävlingen tills den avbröts av andra världskriget. I samband med grundandet av Banovina Kroatien 1939, skapades separata kroatiska och serbiska ligor, vilka spelades fram till andra världskriget.

### Mästare och skyttekungar
| Säsong    | Format                                              | Mästare                            | Tvåa                               | Skyttekung(ar)                          | Mål                                |                                    |
| --------- | --------------------------------------------------- | ---------------------------------- | ---------------------------------- | --------------------------------------- | ---------------------------------- | ---------------------------------- |
| 1923      | Cupturnering (Alla möter alla, enkelserie; 6 lag)   | Građanski Zagreb                   | SAŠK Sarajevo                      | Dragan Jovanović (Jugoslavija Beograd)  | 4                                  |                                    |
| 1924      | Cupturnering (Alla möter alla, enkelserie; 7 lag)   | Jugoslavija Beograd                | Hajduk Split                       | Dragan Jovanović (Jugoslavija Beograd)  | 6                                  |                                    |
| 1925      | Cupturnering (Alla möter alla, enkelserie; 7 lag)   | Jugoslavija Beograd                | Građanski Zagreb                   | Dragan Jovanović (Jugoslavija Beograd)  | 4                                  |                                    |
| 1926      | Cupturnering (Alla möter alla, enkelserie; 7 lag)   | Građanski Zagreb                   | Jugoslavija Beograd                | Dušan Petković (Jugoslavija Beograd)    | 4                                  |                                    |
| 1927      | Seriespel (Alla möter alla, enkelserie; 6 lag)      | Hajduk Split                       | BSK Beograd                        | Kuzman Sotirović (BSK Beograd)          | 6                                  |                                    |
| 1928      | Seriespel {Alla möter alla, enkelserie; 6 lag)      | Građanski Zagreb                   | Hajduk Split                       | Ljubo Benčić (Hajduk Split)             | 8                                  |                                    |
| 1929      | Seriespel (Alla möter alla, dubbelserie; 5 lag)     | Hajduk Split                       | BSK Beograd                        | Đorđe Vujadinović (BSK Beograd)         | 10                                 |                                    |
| 1930      | Seriespel (Alla möter alla, dubbelserie; 6 lag)     | Concordia Zagreb                   | Jugoslavija Beograd                | Blagoje Marjanović (BSK Beograd)        | 10                                 |                                    |
| 1930/1931 | Seriespel (Alla möter alla, dubbelserie; 6 lag)     | BSK Beograd                        | Concordia Zagreb                   | Đorđe Vujadinović (BSK Beograd)         | 12                                 |                                    |
| 1931/1932 | Cupturnering (Alla möter alla, dubbelserie; 8 lag)  | Concordia Zagreb                   | Hajduk Split                       | Svetislav Valjarević (Concordia Zagreb) | 10                                 |                                    |
| 1932/1933 | Seriespel (Alla möter alla, dubbelserie; 11 lag)    | BSK Beograd                        | Hajduk Split                       | Vladimir Kragić (Hajduk Split)          | 21                                 |                                    |
| 1933–34   | Nationellt mästerskap spelades ej.                  | Nationellt mästerskap spelades ej. | Nationellt mästerskap spelades ej. | Nationellt mästerskap spelades ej.      | Nationellt mästerskap spelades ej. | Nationellt mästerskap spelades ej. |
| 1934/1935 | Seriespel (Alla möter alla, dubbelserie; 10 lag)    | BSK Beograd                        | Jugoslavija Beograd                | Leo Lemešić (Hajduk Split)              | 18                                 |                                    |
| 1935/1936 | Cupturnering (Alla möter alla, dubbelserie; 14 lag) | BSK Beograd                        | Slavija Sarajevo                   | Blagoje Marjanović (BSK Beograd)        | 5                                  |                                    |
| 1936/1937 | Seriespel (Alla möter alla, dubbelserie; 10 lag)    | Građanski Zagreb                   | Hajduk Split                       | Blagoje Marjanović (BSK Beograd)        | 21                                 |                                    |
| 1937/1938 | Seriespel (Alla möter alla, dubbelserie; 10 lag)    | HAŠK Zagreb                        | BSK Beograd                        | August Lešnik (Građanski Zagreb)        | 17                                 |                                    |
| 1938/1939 | Seriespel (Alla möter alla, dubbelserie; 12 lag)    | BSK Beograd                        | Građanski Zagreb                   | August Lešnik (Građanski Zagreb)        | 22                                 |                                    |
| 1939/1940 | Seriespel (Alla möter alla, dubbelserie; 6 lag)     | Građanski Zagreb                   | BSK Beograd                        | Svetislav Glišović (BSK Beograd)        | 10                                 |                                    |

### Resultat efter klubb
| Nr | Klubb               | Mästerskap | Andraplatser |
| -- | ------------------- | ---------- | ------------ |
| 1  | BSK Beograd         | 5          | 4            |
| 2  | Građanski Zagreb    | 5          | 2            |
| 3  | Hajduk Split        | 2          | 5            |
| 4  | Jugoslavija Beograd | 2          | 3            |
| 5  | Concordia Zagreb    | 2          | 1            |
| 6  | HAŠK Zagreb         | 1          | 0            |
| 7  | Slavija Sarajevo    | 0          | 1            |
| 8  | SAŠK Sarajevo       | 0          | 1            |

## SFR Jugoslavien (1945-1992)

### Mästare och skyttekungar
| Säsong    | Mästare       | Tvåa          | Trea              | Skyttekung(ar)                                                                        | Mål |
| --------- | ------------- | ------------- | ----------------- | ------------------------------------------------------------------------------------- | --- |
| 1945      | SR Serbien    | JNA           | SR Kroatien       | Stjepan Bobek (JNA)                                                                   | 8   |
| 1946/1947 | Partizan      | Dinamo Zagreb | Crvena Zvezda     | Franjo Wölfl (Dinamo Zagreb)                                                          | 28  |
| 1947/1948 | Dinamo Zagreb | Hajduk Split  | Partizan          | Franjo Wölfl (Dinamo Zagreb)                                                          | 22  |
| 1948/1949 | Partizan      | Crvena Zvezda | Hajduk Split      | Frane Matošić (Hajduk Split)                                                          | 17  |
| 1950      | Hajduk Split  | Crvena Zvezda | Partizan          | Marko Valok (Partizan)                                                                | 17  |
| 1951      | Crvena Zvezda | Dinamo Zagreb | Hajduk Split      | Kosta Tomašević (Crvena Zvezda)                                                       | 16  |
| 1952      | Hajduk Split  | Crvena Zvezda | Lokomotiva Zagreb | Stanoje Jocić (BSK Belgrad)                                                           | 13  |
| 1952/1953 | Crvena Zvezda | Hajduk Split  | Partizan          | Todor Živanović (Crvena Zvezda)                                                       | 17  |
| 1953/1954 | Dinamo Zagreb | Partizan      | Crvena Zvezda     | Stjepan Bobek (Partizan)                                                              | 21  |
| 1954/1955 | Hajduk Split  | BSK Belgrad   | Dinamo Zagreb     | Predrag Marković (BSK Belgrad) Kosta Tomašević (Spartak) Bernard Vukas (Hajduk Split) | 20  |
| 1955/1956 | Crvena Zvezda | Partizan      | Radnički Belgrad  | Muhamed Mujić (Velež Mostar) Tihomir Ognjanov (Spartak) Todor Veselinović (Vojvodina) | 21  |
| 1956/1957 | Crvena Zvezda | Vojvodina     | Hajduk Split      | Todor Veselinović (Vojvodina)                                                         | 28  |
| 1957/1958 | Dinamo Zagreb | Partizan      | Radnički Belgrad  | Todor Veselinović (Vojvodina)                                                         | 19  |
| 1958/1959 | Crvena Zvezda | Partizan      | Vojvodina         | Bora Kostić (Crvena Zvezda)                                                           | 25  |
| 1959/1960 | Crvena Zvezda | Dinamo Zagreb | Partizan          | Bora Kostić (Crvena Zvezda)                                                           | 19  |
| 1960/1961 | Partizan      | Crvena Zvezda | Hajduk Split      | Zoran Prljinčević (Radnički Belgrad) Todor Veselinović (Vojvodina)                    | 16  |
| 1961/1962 | Partizan      | Vojvodina     | Dinamo Zagreb     | Dražan Jerković (Dinamo Zagreb)                                                       | 16  |
| 1962/1963 | Partizan      | Dinamo Zagreb | Željezničar       | Mišo Smajlović (Željezničar)                                                          | 18  |
| 1963/1964 | Crvena Zvezda | OFK Belgrad   | Dinamo Zagreb     | Asim Ferhatović (FK Sarajevo)                                                         | 19  |
| 1964/1965 | Partizan      | FK Sarajevo   | Crvena Zvezda     | Zlatko Dračić (NK Zagreb)                                                             | 23  |
| 1965/1966 | Vojvodina     | Dinamo Zagreb | Velež Mostar      | Petar Nadoveza (Hajduk Split)                                                         | 21  |
| 1966/1967 | FK Sarajevo   | Dinamo Zagreb | Partizan          | Mustafa Hasanagić (Partizan)                                                          | 18  |
| 1967/1968 | Crvena Zvezda | Partizan      | Dinamo Zagreb     | Slobodan Santrač (OFK Belgrad)                                                        | 22  |
| 1968/1969 | Crvena Zvezda | Dinamo Zagreb | Partizan          | Vojin Lazarević (Crvena Zvezda)                                                       | 22  |
| 1969/1970 | Crvena Zvezda | Partizan      | Velež Mostar      | Slobodan Santrač (OFK Belgrad) Dušan Bajević (Velež Mostar)                           | 20  |
| 1970/1971 | Hajduk Split  | Željezničar   | Dinamo Zagreb     | Petar Nadoveza (Hajduk Split) Božo Janković (Željezničar)                             | 20  |
| 1971/1972 | Željezničar   | Crvena Zvezda | OFK Belgrad       | Slobodan Santrač (OFK Belgrad)                                                        | 33  |
| 1972/1973 | Crvena Zvezda | Velež Mostar  | OFK Belgrad       | Slobodan Santrač (OFK Belgrad) Vojin Lazarević (Crvena Zvezda)                        | 25  |
| 1973/1974 | Hajduk Split  | Velež Mostar  | Crvena Zvezda     | Danilo Popivoda (Olimpija Ljubljana)                                                  | 17  |
| 1974/1975 | Hajduk Split  | Vojvodina     | Crvena Zvezda     | Dušan Savić (Crvena Zvezda) Boško Đorđević (Partizan)                                 | 20  |
| 1975/1976 | Partizan      | Hajduk Split  | Dinamo Zagreb     | Nenad Bjeković (Partizan)                                                             | 24  |
| 1976/1977 | Crvena Zvezda | Dinamo Zagreb | Sloboda Tuzla     | Zoran Filipović (Crvena Zvezda)                                                       | 21  |
| 1977/1978 | Partizan      | Crvena Zvezda | Hajduk Split      | Radomir Savić (FK Sarajevo)                                                           | 21  |
| 1978/1979 | Hajduk Split  | Dinamo Zagreb | Crvena Zvezda     | Dušan Savić (Crvena Zvezda)                                                           | 24  |
| 1979/1980 | Crvena Zvezda | FK Sarajevo   | Radnički Niš      | Safet Sušić (FK Sarajevo) Dragoljub Kostić (Napredak Kruševac)                        | 17  |
| 1980/1981 | Crvena Zvezda | Hajduk Split  | Radnički Niš      | Milan Radović (NK Rijeka)                                                             | 26  |
| 1981/1982 | Dinamo Zagreb | Crvena Zvezda | Hajduk Split      | Snješko Cerin (Dinamo Zagreb)                                                         | 19  |
| 1982/1983 | Partizan      | Hajduk Split  | Dinamo Zagreb     | Sulejman Halilović (Dinamo Vinkovci)                                                  | 18  |
| 1983/1984 | Crvena Zvezda | Partizan      | Željezničar       | Darko Pančev (Vardar Skopje)                                                          | 19  |
| 1984/1985 | FK Sarajevo   | Hajduk Split  | Partizan          | Zlatko Vujović (Hajduk Split)                                                         | 25  |
| 1985/1986 | Partizan      | Crvena Zvezda | Velež Mostar      | Davor Čop (Dinamo Vinkovci)                                                           | 20  |
| 1986/1987 | Partizan      | Velež Mostar  | Crvena Zvezda     | Radmilo Mihajlović (Željezničar)                                                      | 23  |
| 1987/1988 | Crvena Zvezda | Partizan      | Velež Mostar      | Duško Milinković (Rad Belgrad)                                                        | 16  |
| 1988/1989 | Vojvodina     | Crvena Zvezda | Hajduk Split      | Davor Šuker (NK Osijek)                                                               | 18  |
| 1989/1990 | Crvena Zvezda | Dinamo Zagreb | Hajduk Split      | Darko Pančev (Crvena Zvezda)                                                          | 25  |
| 1990/1991 | Crvena Zvezda | Dinamo Zagreb | Partizan          | Darko Pančev (Crvena Zvezda)                                                          | 34  |
| 1991/1992 | Crvena Zvezda | Partizan      | Vojvodina         | Darko Pančev (Crvena Zvezda)                                                          | 25  |

1. ↑  En specialturnering spelades för att framhäva den jugoslaviska enheten. Turneringen bestod av sex lag; Serbien, Kroatien, Makedonien, Vojvodina,  Slovenien, Montenegro, Bosnien och Hercegovina, och ett av JNA-lag.

### Titlar efter klubb
| Nr | Klubb         | Titlar | Säsonger |
| -- | ------------- | ------ | --- |
| 1  | Crvena Zvezda | 19     | 1951, 1952/1953, 1955/1956, 1956/1957, 1958/1959, 1959/1960, 1963/1964, 1967/1968, 1968/1969, 1969/1970, 1972/1973, 1976/1977, 1979/1980, 1980/1981, 1983/1984, 1987/1988, 1989/1990, 1990/1991, 1991/1992 |
| 2  | Partizan      | 11     | 1946/1947, 1948/1949, 1960/1961, 1961/1962, 1962/1963, 1964/1965, 1975/1976, 1977/1978, 1982/1983, 1985/1986, 1986/1987                                                                                    |
| 3  | Hajduk Split  | 7      | 1950, 1952, 1954/1955, 1970/1971, 1973/1974, 1974/1975, 1978/1979 |
| 4  | Dinamo Zagreb | 4      | 1947/1948, 1953/1954, 1957/1958, 1981/1982 |
| 5  | FK Sarajevo   | 2      | 1966/1967, 1984/1985 |
| 5  | Vojvodina     | 2      | 1965/1966, 1988/1989 |
| 7  | Željezničar   | 1      | 1971/1972 |

### Resultat efter klubb-delrepublik
| Nr  | Klubb             | Delrepublik | Mästare | Tvåa | Trea |
| --- | ----------------- | ----------- | ------- | ---- | ---- |
| 1   | Crvena Zvezda     | SRB         | 19      | 9    | 7    |
| 2   | Partizan          | SRB         | 11      | 9    | 8    |
| 3   | Hajduk Split      | CRO         | 7       | 6    | 8    |
| 4   | Dinamo Zagreb     | CRO         | 4       | 11   | 7    |
| 5   | Vojvodina         | SRB         | 2       | 3    | 2    |
| 6   | FK Sarajevo       | BIH         | 2       | 2    | 0    |
| 7   | Željezničar       | BIH         | 1       | 1    | 2    |
| 8   | Velež             | BIH         | 0       | 3    | 4    |
| 9   | OFK Belgrad*      | SRB         | 0       | 2    | 2    |
| =10 | Radnički Belgrad  | SRB         | 0       | 0    | 2    |
| =10 | Radnički Niš      | SRB         | 0       | 0    | 2    |
| =12 | Lokomotiva Zagreb | CRO         | 0       | 0    | 1    |
| =12 | Sloboda Tuzla     | BIH         | 0       | 0    | 1    |

*Hette BSK Belgrad fram till 1957

### Alla tiders skyttekungar
Lista över spelare som gjort 100 mål eller mer under perioden 1946-1992 i SFR Jugoslaviens period.
Källa: RSSSF; Senast uppdaterad 14 december 2007 
| Nr | Namn              | Mål | Klubb                           | Ligakarriär          |
| -- | ----------------- | --- | ------------------------------- | -------------------- |
| 1  | Slobodan Santrač  | 218 | OFK Beograd, Partizan, Galenika |                      |
| 2  | Darko Pančev      | 169 | Vardar, Crvena Zvezda           | 1982–1992            |
| 3  | Dušan Bajević     | 166 | Velež Mostar                    | 1966–1977, 1981–1983 |
| 4  | Bora Kostić       | 158 | Crvena Zvezda                   |                      |
| 5  | Frane Matošić     | 149 | Hajduk Split                    | 1946–1953            |
| 6  | Todor Veselinović | 145 | Vojvodina                       | 1951–1961            |
| 7  | Stjepan Bobek     | 129 | Partizan                        | 1946–1956            |
| =7 | Zoran Prljinčević | 129 | Radnički Beograd, Crvena Zvezda |                      |
| 9  | Dušan Savić       | 120 | Crvena Zvezda                   | 1973–1982            |
| 10 | Dragan Džajić     | 113 | Crvena Zvezda                   | 1961–1975            |
| 11 | Vojin Lazarević   | 112 | Sutjeska, Crvena Zvezda         | 1962–1970, 1972–1974 |
| 12 | Josip Bukal       | 111 | Željezničar                     | 1963–1973, 1977–1978 |
| 13 | Petar Nadoveza    | 108 | Hajduk Split                    | 1963–1973            |
| 14 | Kosta Tomašević   | 105 | Crvena Zvezda, Spartak Subotica | 1946–1956            |
| 15 | Vahid Halilhodžić | 104 | Velež Mostar                    | 1972–1981            |
| 16 | Snješko Cerin     | 103 | Dinamo Zagreb                   |                      |
| 17 | Petar Nikezić     | 102 | Vojvodina, Osijek               | 1967–1978, 1979–1982 |
| 18 | Zlatko Vujović    | 100 | Hajduk Split                    | 1977–1986            |

## Efterträdande ligor

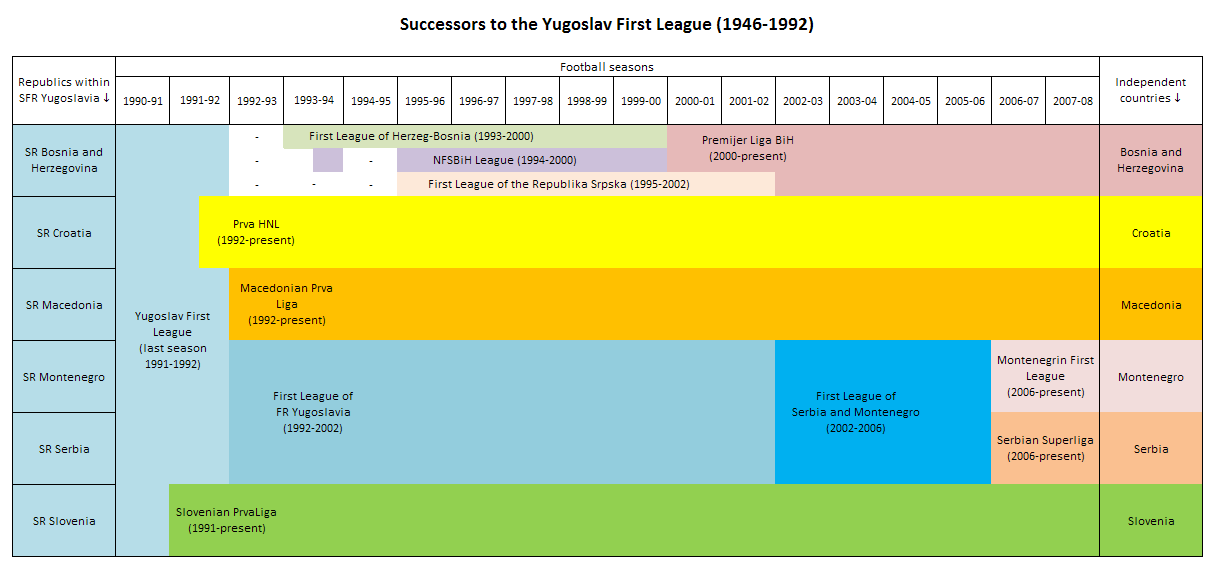
Tidslinje för ligans efterträdare